# Aeroportul Edward F. Knapp State
Aeroportul Edward F. Knapp State (IATA: MPV, ICAO: KMPV, FAA LID: MPV) este un aeroport din Berlin⁠(d), Comitatul Washington, Vermont, Vermont, Statele Unite ale Americii ce deservește zona Barre⁠(d). Aeroportul a fost tranzitat în 2019 de 48 de pasageri. A fost deschis în 5 august 1929.
Situat la o altitudine de 355 m, aeroportul dispune de 1 pistă.

## Infrastructură

### Piste
Aeroportul dispune de o singură pistă. Pista 05/23 are suprafața de asfalt și dimensiunile 3.000 picioare × 75 picioare. 